# Rivierbodemwantsen
Rivierbodemwantsen (Aphelocheiridae) vormen een familie van wantsen.
De familie bevat alleen het geslacht Aphelocheirus. In Nederland wordt alleen de kiezelzwemwants (Aphelocheirus aestivalis) waargenomen.

## Leefwijze
Rivierbodemwantsen houden van zuurstofrijk, stromend water. Ze leven vaak tussen kiezels op de bodem van beken en rivieren. Ze hebben een plastron; op het achterlijf bevinden zich veel korte haren, die lucht vasthouden. Ze hoeven dus niet naar de oppervlakte te komen om te ademen, de zuurstof wordt vanuit het water aangevuld.

## Verspreiding
De meeste soorten hebben geen functionele vleugels en zijn voor hun verspreiding afhankelijk van aaneengesloten waterwegen met goede waterkwaliteit.